# Khemmis
Khemmis ist eine US-amerikanische Epic-Doom-Band aus Denver, Colorado, die 2012 gegründet wurde.

## Geschichte
Die Band wurde im November 2012 von den Gitarristen und Sängern Ben Hutcherson und Phil Pendergast, dem Bassisten Daniel Beiers und dem Schlagzeuger Dan Barnett gegründet, wobei der Name der gleichnamigen altägyptischen Stadt, dem heutigen Achmim, entliehen wurde. Beiers und Hutcherson hatten gemeinsam in der Bar Barnetts Bier getrunken, durch das Gespräch über Neurosis und die damaligen Bands der einzelnen Musiker, beschloss das Trio gemeinsam Musik zu machen, wobei Hutcherson seinen alten College-Freund Pendergast noch mit in die Besetzung gebracht hatte. Noch im selben Jahr wurde Barnett durch Zach Coleman ersetzt. Außerhalb ihrer Heimatregion wahrgenommen wurde die Band erst mit dem Erscheinen des Debütalbums Absolution im Jahr 2015. Das Album wurde vom Decibel-Magazin in die Top 10 seiner Jahrescharts aufgenommen. Das 2016er Album Hunted belegte gar den ersten Platz dieser Bestenliste. Nach der Veröffentlichung des Albums wurde der Band eine Tour mit Amon Amarth angeboten, jedoch konnten die Mitglieder aufgrund privater Verpflichtungen nicht zusagen. Stattdessen ging es im Februar und März auf einer vom Decibel-Magazin finanzierten Tournee mit Enslaved, Wolves in the Throne Room und Myrkur durch die USA. Erstmals in Europa war die Band im April auf dem Roadburn Festival und dem Doom Over Leipzig zu sehen. Im Mai nahm die Gruppe am Maryland Deathfest, im Juli am Heavy Montréal teil. Mitte 2017 hatte die Band einen Lizenzvertrag bei Nuclear Blast unterzeichnet. Das dritte Album erschien 2018 unter dem Namen Desolation, welches international bei Nuclear Blast erschien. In den USA erschien der Tonträger, wie seine Vorgänger, bei 20 Buck Spin. Die Veröffentlichung erreichte Platz 74 in den deutschen Albumcharts.

## Stil
laut.de schrieb, dass die Band durch Gruppen wie Mercyful Fate, Iron Maiden und Thin Lizzy sowie durch eine „schwergewichtige[n] Portion Doom“ beeinflusst wurde. Die Gruppe habe sich in ihrer Karriere immer weiter vom reinen Doom Metal entfernt, ehe man ab Hunted das Tempo auch mal gesteigert habe, sodass ein Vergleich zu High on Fire aufkomme. Jedoch bleibe auch auf Desolation eine klangliche Parallele zu Gruppen wie Pallbearer bestehen.
Andreas Schiffmann vom Rock Hard schrieb in seiner Rezension zu Hunted, dass hierauf Doom Metal im Stil von Candlemass und Warning, angereichert mit eigenen Elementen, zu hören ist. Vor allem „das oft angezogene Tempo und die klassischen Metal-Harmonien“ seien für das Album charakteristisch, welches für Fans von 40 Watt Sun und While Heaven Wept geeignet sei. In einer späteren Ausgabe rezensierte Ronny Bittner Desolation: Auf dem Album kombiniere die Band „die Schwere des Doom Metal mit den hymnenhaften Melodien des Heavy Metal“, allerdings verzichte man dabei auf True-Metal-Inhalte (Grand Magus), Hard-Rock-Riffs (The Sword) oder eine ausufernde Melancholie (Pallbearer). Stattdessen setze man auf „die goldene Mitte zwischen doomigen Klängen und herzergreifenden Leadgitarren“. Gelegentlich lockere man die Songs durch moderne Riffs sowie Growls auf. Ähnlich wie bei The Sword sei jedoch der „nölige“ Gesang, während wie bei Pallbearer markante Hooklines ausblieben. Eine Ausgabe später interviewte Bittner den Bassisten Beiers, welcher angab, dass man versucht hat, auf Desolation vermehrt traditionellen Metal – Judas Priest und Iron Maiden seien untern anderem Einflüsse gewesen – einzuarbeiten. Zudem seien die Liedstrukturen komplizierter als zuvor. Das Songwriting werde gemeinsam als Band erarbeitet, wobei jedoch die meisten Ideen von Pendergast und Hutcherson stammen würden. In den Texten würden persönliche Erfahrungen, globale Ereignisse und die damit verbundenen Emotionen verarbeitet.
Laut Katrin Riedl vom Metal Hammer vereint die Band die Musik von Sleep und Yob mit den Gitarrenklängen von Thin Lizzy und Iron Maiden, wodurch eine Mischung entstehe, die wie ein Mix aus Mastodon und My Dying Bride klinge. Im Interview mit ihr gab Beiers ZZ Top, Judas Priest und Mercyful Fate als Einflüsse an. Die Gruppe versuche sich von Album zu Album weiterzuentwickeln und binde dabei auch teils genrefremde Elemente mit ein. Interessante und dynamische Liedstrukturen seien der Band dabei besonders wichtig. Die Texte der Songs würden meist von Pendergast, aber auch von Hutcherson stammen. Der Gesang schwanke zwischen gutturalem und klarem Gesang. In derselben Ausgabe rezensierte Lothar Gerber Desolation und stellte fest, dass die Band, ähnlich wie Pallbearer, Doom Metal mit gelegentlichen modernen Sludge-Momenten im Stil von Baroness verbinde. Er fasste die Musik unter dem Begriff Power Doom zusammen. Das Album gestalte sich zugänglicher als die Vorgänger. Der Gesang erinnere gelegentlich an den von Peter Steele, aber auch Growls im Stil jüngerer Paradise Lost seien hörbar. In den Songs seien außerdem manchmal musikalische Gemeinsamkeiten zu Woods of Ypres vorhanden. Riedl fügte im Kommentar hinzu, dass es sich bei dem Album um eine Mischung aus „krachenden Doom-Riffs, Growls und einer sämtlichen Lagen dominierenden Stimme“ handele. Marc Halupczok ordnete das Album auch dem Epic Doom zu und beschrieb die Musik als majestätisch, erhaben und wundervoll. Petra Schurer beschrieb es als eine Mischung aus der „Düsternis von Mercyful Fate, [der] Erhabenheit von Candlemass“ sowie etwas Rohheit. Robert Müller hob vor allem das hohe Maß an Musikalität und Emotionalität hervor.

## Diskografie

### Alben
- 2015: Absolution (20 Buck Spin)
- 2016: Hunted (20 Buck Spin)
- 2018: Desolation (20 Buck Spin (USA)/Nuclear Blast (international))
- 2021: Deceiver (Nuclear Blast)

### Sonstige
- 2013: Khemmis (EP, Eigenveröffentlichung)
- 2017: Empty Throne (Single, Decibel)
- 2017: Fraught with Peril (Split mit Spirit Adrift, War Crime Recordings)
- 2020: Doomed Heavy Metal (EP, Nuclear Blast)
- 2020: More Songs About Death Vol. 1 (EP, Nuclear Blast)
- 2020: Down in a Hole (Single, Magnetic Eye Records)